# پارک ملی نواب‌گنج
پارک ملی نواب‌گنج (به لاتین: Nawabganj National Park) یک پارک ملی در بنگلادش است که در نوابگانج واقع شده است.